# Buccochromis spectabilis
Buccochromis spectabilis es una especie de peces de la familia Cichlidae en el orden de los Perciformes.

## Morfología
Los machos pueden llegar alcanzar los 25,6 cm de longitud total.

## Distribución geográfica
Es un endemismo del lago Malaui (África Oriental ).